# ديفيد سميث (مؤرخ)
ديفيد سميث (بالإنجليزية: David Smith)‏ هو لاعب كرة قاعدة وأحيائي ومؤرخ أمريكي، ولد في 17 مارس 1948.